# Nitrazolam
Il nitrazolam è uno psicofarmaco appartenente alla categoria delle triazolobenzodiazepine che è stato venduto online come farmaco di design.
È strettamente correlato a Clonazolam o Flunitrazolam, differendo solo per la rimozione di un gruppo di cloro o fluoro rispettivamente sull'anello benzenico.
Uno studio sui topi ha indicato che il nitrazolam può essere molte volte più potente del diazepam come antagonista delle convulsioni tonico-estensore indotte da elettroshock, ma meno potente del diazepam nel prevenire il riflesso di raddrizzamento.
Nitrazolam è stato utilizzato come composto di esempio per dimostrare la sintesi su microscala di materiali di riferimento utilizzando reagenti supportati da polimeri.